# Paraná (Entre Ríos)
Paraná je hlavní město provincie Entre Ríos v Argentině. Leží na východním břehu řeky Paraná naproti městu Santa Fe. Při sčítání lidu v roce 2010 mělo město 247 139 obyvatel (bez předměstí). Město bylo založeno v roce 1730. Město slouží jako významný říční přístav, přes který jsou vyváženy produkty z celé oblasti.